# Peter Hewitt
Peter Hewitt (Brighton, 9 ottobre 1962) è un regista britannico vincitore di un premio BAFTA.

## Filmografia

### Cinema
- The Candy Show – cortometraggio (1989)
- Bill & Ted's Bogus Journey (Bill & Ted's Bogus Journey) (1991)
- Le avventure di Tom Sawyer e Huck Finn (Tom and Huck) (1995)
- I rubacchiotti (The Borrowers) (1997)
- Che fine ha fatto Harold Smith? (Whatever Happened to Harold Smith?) (1999)
- Pantaloncini a tutto gas (Thunderpants) (2002)
- Garfield - Il film (Garfield: The Movie) (2004)
- Capitan Zoom - Accademia per supereroi (Zoom) (2006)
- The Maiden Heist - Colpo grosso al museo (The Maiden Heist) (2009)

### Televisione
- Wild Palms – miniserie TV, episodio 1x01 (1993)
- I racconti della cripta (Tales from the Crypt) - serie televisiva, episodio 7x11 (1996)
- Gwyn - Principessa dei ladri (Princess of Thieves) – film TV (2001)
- Holiday Heist - Mamma, ho visto un fantasma (Home Alone: The Holiday Heist) (2012)